# Camino Real de Aragón
El Camino Real de Aragón, que también se conoce como camino o senda de los Aragoneses, fue un importante itinerario medieval de la España interior. Servía de vía de comunicación entre los reinos de Castilla y Aragón y para ello atravesaba de este a oeste, entre otras, la provincia de Valladolid siguiendo el curso del Duero por su orilla derecha.

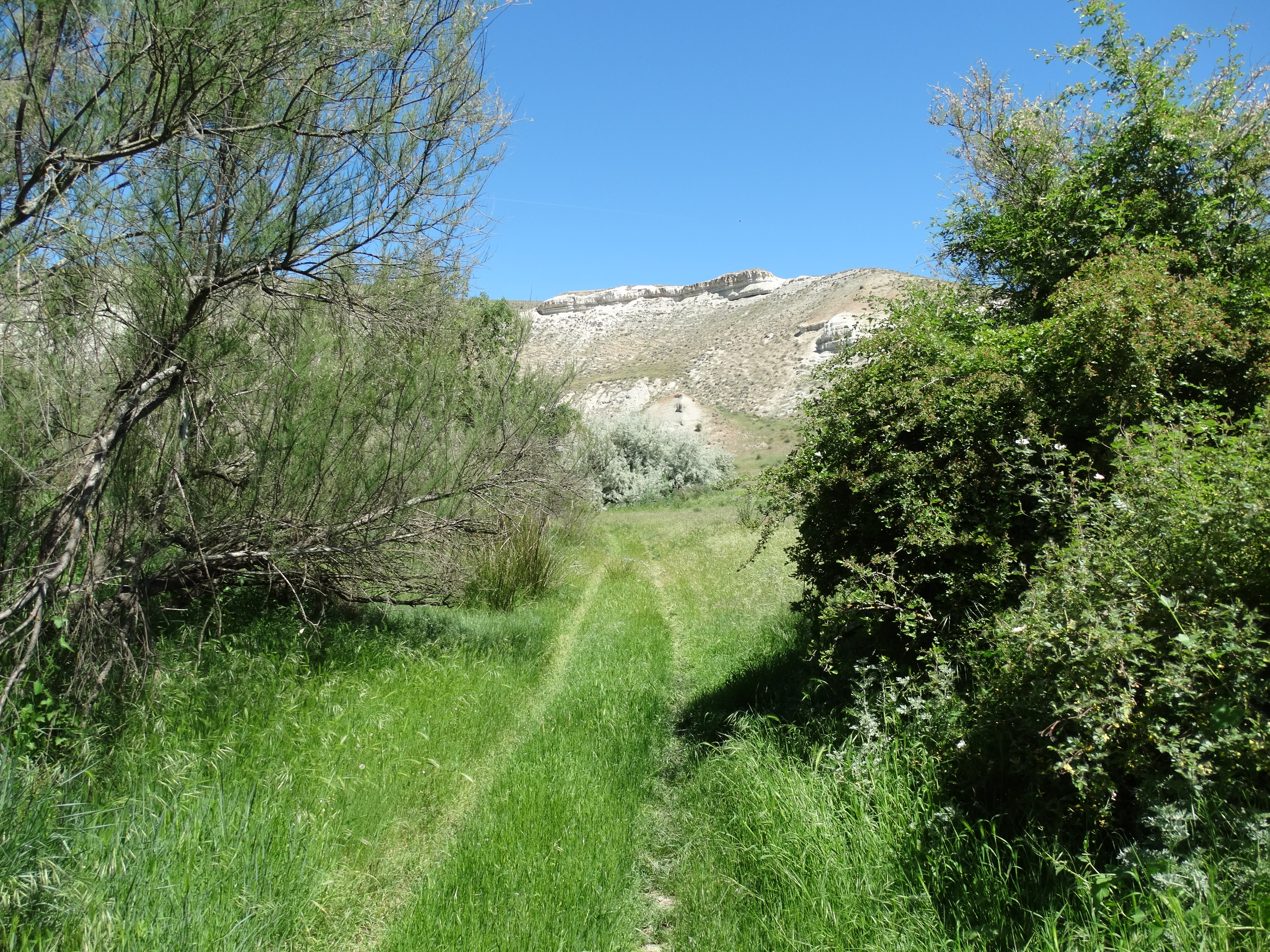
Camino Real de Aragón a su paso por Peñalba de Duero

Aunque no se puede asegurar su trazado que siga en su mayoría una calzada romana, se utilizan durante distintos tramos antiguas calzadas.
El camino fue importante para la comunicación del Reino de Aragón con el Noroeste español, que por la parte oriental facilitaba una salida al Mediterráneo a través de Barcelona, y por la parte occidental se proyectaba hacia Zamora, Portugal y León.  El corredor del Duero, especialmente su orilla derecha, era el camino natural de comunicación Este-Noroeste de la península ibérica.
Está bastante identificado en la provincia de Valladolid hasta la parte de Burgos, por ejemplo en el valle del Cuco, Peñalba de Duero o Bocos de Duero.
En España no hubo solo un Camino Real de Aragón. Existieron caminos hacia Madrid, Valencia, dentro del mismo Reino de Aragón. Desde Valladolid hacia el Norte por Dueñas pasaba un Camino Real de Aragón siguiendo la margen derecha del Pisuerga. A pesar de su actual abandono fue muy utilizado existiendo referencias relativamente recientes (1850) de que era un camino muy concurrido por arrieros y viandantes.